# Campeonato Europeo Femenino Sub-19 de la UEFA 2012
El Campeonato Europeo Femenino Sub-19 de la UEFA fue  la decimoquinta vez que se celebra. La fase final se realizó en Turquía desde el 2 al 14 de julio de 2011. La primera fase de clasificación comenzó  el 17 de septiembre de 2012.

## Primera Fase de Clasificación
Cuarenta equipos participarán de esta ronda. Serán diez grupos de cuatro equipos cada uno. Los dos primeros de cada grupo y la mejor tercera se unirán a Inglaterra, Francia y Alemania en la segunda fase de clasificación, con un total de 24 selecciones. La fase final del torneo, estará compuesta por ocho conjuntos. Turquía pasa directamente a la final por ser la anfitriona.
El sorteo se realizó el 16 de noviembre de 2010 en Nyon, Suiza.

### Grupo 1
País anfitrión: Bulgaria
| Equipo       | Pts | PJ | PG | PE | PP | GF | GC | Dif |
| ------------ | --- | -- | -- | -- | -- | -- | -- | --- |
| Noruega      | 9   | 3  | 3  | 0  | 0  | 20 | 3  | 17  |
| Países Bajos | 6   | 3  | 2  | 0  | 1  | 10 | 5  | 5   |
| Croacia      | 3   | 3  | 1  | 0  | 2  | 3  | 12 | -9  |
| Bulgaria (H) | 0   | 3  | 0  | 0  | 3  | 0  | 13 | -13 |

| 17 de septiembre de 2011, 16:00 | Noruega                                                                          | 9:0 (3:0) | Bulgaria | Estadio Georgi Benkovski, Pazardzhik, Bulgaria |                          |
|                                 | - Hansen 13', 62' - Knudsen 19' - Hegerberg 31', 73' - Reiten 54', 55', 70', 74' | Reporte   |          | Árbitro(s): Leen Martens                       | Árbitro(s): Leen Martens |

| 17 de septiembre de 2011, 16:00 | Países Bajos                                | 5:1 (2:1) | Croacia     | Estadio Lokomotiv, Mezdra, Bulgaria |                        |
|                                 | - Bakker 9', 52', 65', 73' - Westervelt 37' | Reporte   | - 43' Šalek | Árbitro(s): Ginta Pēce              | Árbitro(s): Ginta Pēce |

| 19 de septiembre de 2011, 16:00 | Noruega                                                                                  | 7:1 (3:0) | Croacia       | Estadio Georgi Benkovski, Pazardzhik, Bulgaria |                        |
|                                 | - Voltervik 12' - Berget 16' - Hegerberg 34' (pen.), 75' - Sandtrøen 82' - Birkeland 85' | Reporte   | - 70' Kotarac | Árbitro(s): Ginta Pēce                         | Árbitro(s): Ginta Pēce |

| 19 de septiembre de 2011, 16:00 | Bulgaria | 0:3 (0:0) | Países Bajos                      | Estadio Lokomotiv, Mezdra, Bulgaria |                                |
|                                 |          | Reporte   | - 49' Lardinois - 80', 81' Bakker | Árbitro(s): Stéphanie Frappart      | Árbitro(s): Stéphanie Frappart |

| 22 de septiembre de 2011, 16:00 | Países Bajos                  | 2:4 (0:1) | Noruega                                         | Estadio Lokomotiv, Mezdra, Bulgaria |                          |
|                                 | - van Dongen 54' - Bakker 77' | Reporte   | - 24', 85' (pen.), 90+2' Hegerberg - 87' Reiten | Árbitro(s): Leen Martens            | Árbitro(s): Leen Martens |

| 22 de septiembre de 2011, 16:00 | Croacia     | 1:0 (1:0) | Bulgaria | Estadio Georgi Benkovski, Pazardzhik, Bulgaria |                                |
|                                 | - Šalek 18' | Reporte   |          | Árbitro(s): Stéphanie Frappart                 | Árbitro(s): Stéphanie Frappart |

### Grupo 2
País anfitrión: Portugal
| Equipo       | Pts | PJ | PG | PE | PP | GF | GC | Dif |
| ------------ | --- | -- | -- | -- | -- | -- | -- | --- |
| Irlanda      | 9   | 3  | 3  | 0  | 0  | 12 | 1  | 11  |
| Portugal (H) | 4   | 3  | 1  | 1  | 1  | 4  | 4  | 0   |
| Hungría      | 4   | 3  | 1  | 1  | 1  | 4  | 9  | -5  |
| Israel       | 0   | 3  | 0  | 0  | 3  | 1  | 7  | -6  |

| 17 de septiembre de 2011, 17:00 | Hungría           | 1:0 (0:0) | Israel | Estadio Municipal, Oliveira do Bairro, Portugal |                                 |
|                                 | - Beke 88' (pen.) | Reporte   |        | Árbitra: Anastasia Pustovoytova                 | Árbitra: Anastasia Pustovoytova |

| 17 de septiembre de 2011, 19:00 | Irlanda      | 1:0 (1:0) | Portugal | Estadio Doutor Américo Couto, Mealhada, Portugal |                       |
|                                 | - Gilroy 17' | Reporte   |          | Árbitra: Sara Persson                            | Árbitra: Sara Persson |

| 19 de septiembre de 2011, 17:00 | Israel         | 1:5 (0:3) | Irlanda                                                     | Estadio Municipal, Anadia, Portugal |                            |
|                                 | - Tsvetkov 65' | Reporte   | - 13' Shine - 22' Gorman - 38', 81' Killeen - 90+3' Jarrett | Árbitra: Eleni Lampadariou          | Árbitra: Eleni Lampadariou |

| 19 de septiembre de 2011, 19:00 | Hungría                                      | 3:3 (3:1) | Portugal                                       | Estadio Doutor Américo Couto, Mealhada, Portugal |                       |
|                                 | - Szabó 2' - Csiszár 10' - Szemán-Tóth 45+3' | Reporte   | - 39' Rodrigues - 51' Mendes - 86' Diana Silva | Árbitra: Sara Persson                            | Árbitra: Sara Persson |

| 22 de septiembre de 2011, 19:00 | Irlanda                                                               | 6:0 (4:0) | Hungría | Training Center, Luso, Portugal |                                 |
|                                 | - Gilroy 11', 24' - Grant 18' - Killeen 31' - Gorman 59' - Murphy 70' | Reporte   |         | Árbitra: Anastasia Pustovoytova | Árbitra: Anastasia Pustovoytova |

| 22 de septiembre de 2011, 19:00 | Portugal    | 1:0 (1:0) | Israel | Estadio Municipal, Águeda, Portugal |                            |
|                                 | - Gomes 21' | Reporte   |        | Árbitra: Eleni Lampadariou          | Árbitra: Eleni Lampadariou |

### Grupo 3
País anfitrión: Estonia
| Equipo          | Pts | PJ | PG | PE | PP | GF | GC | Dif |
| --------------- | --- | -- | -- | -- | -- | -- | -- | --- |
| República Checa | 9   | 3  | 3  | 0  | 0  | 11 | 1  | 10  |
| Polonia         | 6   | 3  | 2  | 0  | 1  | 9  | 3  | 6   |
| Estonia (H)     | 1   | 3  | 0  | 1  | 2  | 6  | 13 | -7  |
| Chipre          | 1   | 3  | 0  | 1  | 2  | 4  | 12 | -8  |

| 17 de septiembre de 2011, 16:00 | República Checa                                                 | 4:1 (2:0) | Chipre        | Rakvere Linnastaadion, Rakvere, Estonia |                                |
|                                 | - Danihelková 16' - Šturmová 25' - Kubešová 56' - Bartoňová 70' | Reporte   | - 56' Giannou | Árbitra: Donka Jeleva-Terzieva          | Árbitra: Donka Jeleva-Terzieva |

| 17 de septiembre de 2011, 16:00 | Polonia                                                           | 4:2 (3:0) | Estonia           | Haapsalu linnastaadion, Haapsalu, Estonia |                       |
|                                 | - Knysak 13' - Niciński 21' - Guściora 45+1' (pen.) - Cichosz 61' | Reporte   | - 62', 66' Leppik | Árbitra: Eszter Urban                     | Árbitra: Eszter Urban |

| 19 de septiembre de 2011, 16:00 | República Checa                                              | 6:1 (0:1) | Estonia    | Rakvere Linnastaadion, Rakvere, Estonia |                       |
|                                 | - Šturmová 54', 73', 90' - Bartoňová 55', 85' - Malinová 68' | Reporte   | - 42' Päri | Árbitra: Eszter Urban                   | Árbitra: Eszter Urban |

| 19 de septiembre de 2011, 16:00 | Chipre | 0:5 (0:2) | Polonia                                                         | Haapsalu linnastaadion, Haapsalu, Estonia |                       |
|                                 |        | Reporte   | - 12' Jaworek - 17', 80' Balcerzak - 53' Cichosz - 66' Niciński | Árbitra: Riem Hussein                     | Árbitra: Riem Hussein |

| 22 de septiembre de 2011, 16:00 | Polonia | 0:1 (0:1) | República Checa | Rakvere Linnastaadion, Rakvere, Estonia |                                |
|                                 |         | Reporte   | - 26' Burešová  | Árbitra: Donka Jeleva-Terzieva          | Árbitra: Donka Jeleva-Terzieva |

| 22 de septiembre de 2011, 16:00 | Estonia                               | 3:3 (1:2) | Chipre                             | Haapsalu linnastaadion, Haapsalu, Estonia |                       |
|                                 | - Päri 39' - Toom 54' - Kubassova 77' | Reporte   | - 21' Prodromou - 40', 90' Solomou | Árbitra: Riem Hussein                     | Árbitra: Riem Hussein |

### Grupo 4
País anfitrión: Islandia
| Equipo       | Pts | PJ | PG | PE | PP | GF | GC | Dif |
| ------------ | --- | -- | -- | -- | -- | -- | -- | --- |
| Islandia (H) | 9   | 3  | 3  | 0  | 0  | 9  | 2  | 7   |
| Gales        | 6   | 3  | 2  | 0  | 1  | 8  | 5  | 3   |
| Eslovenia    | 3   | 3  | 1  | 0  | 2  | 11 | 5  | 6   |
| Kazajistán   | 0   | 3  | 0  | 0  | 3  | 0  | 16 | -16 |

| 17 de septiembre de 2011, 14:00 | Islandia                          | 2:1 (1:0) | Eslovenia   | Hlíðarendi Stadium, Reikiavik, Islandia |                          |
|                                 | - Óladóttir 41' - Gylfadóttir 71' | Reporte   | - 64' Erman | Árbitra: Zuzana Kováčová                | Árbitra: Zuzana Kováčová |

| 17 de septiembre de 2011, 14:00 | Gales                                  | 3:0 (1:0) | Kazajistán | Fjölnisvöllur, Grafarvogur, Islandia |                            |
|                                 | - Parsons 14' - Wynne 60' - Curson 85' | Reporte   |            | Árbitra: Danijela Marković           | Árbitra: Danijela Marković |

| 19 de septiembre de 2011, 18:00 | Islandia                                      | 3:0 (3:0) | Kazajistán | Selfossvöllur, Reikiavik, Islandia |                            |
|                                 | - Óladóttir 1' - Antonsdóttir 26' - Shala 44' | Reporte   |            | Árbitra: Danijela Marković         | Árbitra: Danijela Marković |

| 19 de septiembre de 2011, 18:00 | Eslovenia  | 1:4 (0:2) | Gales                                            | Sparisjóðsvöllur, Reikiavik, Islandia |                        |
|                                 | - Prša 67' | Reporte   | - 29', 69' Keryakoplis - 42' Curson - 78' Davies | Árbitra: Betina Norman                | Árbitra: Betina Norman |

| 22 de septiembre de 2011, 18:00 | Gales | 0:2 (0:0) | Islandia                        | Fylkisvöllur, Reikiavik, Islandia |                          |
|                                 |       | Reporte   | - 74' Sigfúsdóttir - 76' Jensen | Árbitra: Zuzana Kováčová          | Árbitra: Zuzana Kováčová |

| 22 de septiembre de 2011, 18:00 | Kazajistán | 0:3 (0:1) | Eslovenia                         | Varmárvöllur, Mosfellsbær, Islandia |                        |
|                                 |            | Reporte   | - 19' Uršič - 65' Eržen - 69' Kos | Árbitra: Betina Norman              | Árbitra: Betina Norman |

### Grupo 5
País anfitrión: Eslovaquia
| Equipo         | Pts | PJ | PG | PE | PP | GF | GC | Dif |
| -------------- | --- | -- | -- | -- | -- | -- | -- | --- |
| Suecia         | 9   | 3  | 3  | 0  | 0  | 11 | 0  | 11  |
| Serbia         | 3   | 3  | 1  | 0  | 2  | 5  | 11 | -6  |
| Ucrania        | 3   | 3  | 1  | 0  | 2  | 4  | 7  | -3  |
| Eslovaquia (H) | 3   | 3  | 1  | 0  | 2  | 2  | 4  | -2  |

| 17 de septiembre de 2011, 12:00 | Suecia                                                            | 7:0 (2:0) | Serbia | Mestský štadión Bardejov, Bardejov, Eslovaquia |                           |
|                                 | - Rubensson 3', 67' - Hammarlund 29', 61', 72', 83' - Boström 76' | Reporte   |        | Árbitra: Monika Mularczyk                      | Árbitra: Monika Mularczyk |

| 17 de septiembre de 2011, 16:00 | Ucrania                      | 2:0 (1:0) | Eslovaquia | Steel Aréna, Košice, Eslovaquia |                                 |
|                                 | - Tomylko 40' - Moloshyk 83' | Reporte   |            | Árbitra: Konstantina Mpoumpouri | Árbitra: Konstantina Mpoumpouri |

| 19 de septiembre de 2011, 11:00 | Suecia                 | 1:0 (1:0) | Eslovaquia | Štadión Lokomotívy, Košice, Eslovaquia |                                 |
|                                 | - Rubensson 25' (pen.) | Reporte   |            | Árbitra: Konstantina Mpoumpouri        | Árbitra: Konstantina Mpoumpouri |

| 19 de septiembre de 2011, 16:00 | Serbia                                                           | 4:2 (3:2) | Ucrania                           | Mestský futbalový štadión, Michalovce, Eslovaquia |                          |
|                                 | - Damjanović 24' - Savanović 34' - Jovanović 42' - Stanković 47' | Reporte   | - 17' Vorontsova - 26' Yakovyshyn | Árbitra: Lina Lehtovaara                          | Árbitra: Lina Lehtovaara |

| 22 de septiembre de 2011, 11:00 | Ucrania | 0:3 (0:1) | Suecia                                       | Štadión Lokomotívy, Košice, Eslovaquia |                           |
|                                 |         | Reporte   | - 37' Rubensson - 81' Sadiku - 87' Andersson | Árbitra: Monika Mularczyk              | Árbitra: Monika Mularczyk |

| 22 de septiembre de 2011, 11:00 | Eslovaquia             | 2:1 (1:0) | Serbia         | Steel Aréna, Košice, Eslovaquia |                          |
|                                 | - Skácelová 45+1', 75' | Reporte   | - 58' Čanković | Árbitra: Lina Lehtovaara        | Árbitra: Lina Lehtovaara |

### Grupo 6
País anfitrión: Antigua República Yugoslava de Macedonia
| Equipo                  | Pts | PJ | PG | PE | PP | GF | GC | Dif |
| ----------------------- | --- | -- | -- | -- | -- | -- | -- | --- |
| Austria                 | 7   | 3  | 2  | 1  | 0  | 12 | 1  | 11  |
| Italia                  | 7   | 3  | 2  | 1  | 0  | 11 | 0  | 11  |
| Macedonia del Norte (H) | 3   | 3  | 1  | 0  | 2  | 9  | 10 | -1  |
| Armenia                 | 0   | 3  | 0  | 0  | 3  | 1  | 22 | -21 |

| 17 de septiembre de 2011, 15:00 | Austria                                                          | 5:1 (1:0) | Macedonia del Norte | Stadion Blagoj Istatov, Strumica, Macedonia del Norte |                          |
|                                 | - Tabotta 16' - Zadrazil 46', 47' - Peintinger 49' - Hanshaw 73' | Reporte   | - 89' Andonova      | Árbitra: Sjoukje de Jong                              | Árbitra: Sjoukje de Jong |

| 17 de septiembre de 2011, 15:00 | Italia                                                          | 7:0 (4:0) | Armenia | Stadion Kukuš, Strumica, Macedonia del Norte |                             |
|                                 | - Lecce 24', 45+3' - Mason 29', 40', 51', 60' - Alborghetti 70' | Reporte   |         | Árbitra: Irina Tereshchenko                  | Árbitra: Irina Tereshchenko |

| 19 de septiembre de 2011, 15:00 | Austria                                                                        | 7:0 (1:0) | Armenia | Stadion Blagoj Istatov, Strumica, Macedonia del Norte |                             |
|                                 | - Mkhitaryan 7' (a.g.) - Zadrazil 50', 71', 78' - Koren 60' - Babicky 68', 81' | Reporte   |         | Árbitra: Irina Tereshchenko                           | Árbitra: Irina Tereshchenko |

| 19 de septiembre de 2011, 15:00 | Macedonia del Norte | 0:4 (0:3) | Italia                                            | Stadion Kukuš, Strumica, Macedonia del Norte |                        |
|                                 |                     | Reporte   | - 9' Di Criscio - 40', 90+2' Pugnali - 43' Moscia | Árbitra: Elia Martínez                       | Árbitra: Elia Martínez |

| 22 de septiembre de 2011, 15:00 | Italia | 0:0     | Austria | Stadion Blagoj Istatov, Strumica, Macedonia del Norte |                          |
|                                 |        | Reporte |         | Árbitra: Sjoukje de Jong                              | Árbitra: Sjoukje de Jong |

| 22 de septiembre de 2011, 15:00 | Armenia        | 1:8 (6:) | Macedonia del Norte                                                          | Stadion Kukuš, Strumica, Macedonia del Norte |                        |
|                                 | - Sirunyan 57' | Reporte  | - 6', 19', 37', 45+2', 65' Rochi - 40' Andonova - 45' Adjuleska - 66' Naceva | Árbitra: Elia Martínez                       | Árbitra: Elia Martínez |

### Grupo 7
País anfitrión: Finlandia
| Equipo        | Pts | PJ | PG | PE | PP | GF | GC | Dif |
| ------------- | --- | -- | -- | -- | -- | -- | -- | --- |
| Escocia       | 7   | 3  | 2  | 1  | 0  | 14 | 2  | 12  |
| Finlandia (H) | 7   | 3  | 2  | 1  | 0  | 5  | 1  | 4   |
| Islas Feroe   | 3   | 3  | 1  | 0  | 2  | 2  | 13 | -11 |
| Bielorrusia   | 0   | 3  | 0  | 0  | 3  | 2  | 7  | -5  |

| 17 de septiembre de 2011, 11:00 | Escocia                                                                                                | 9:0 (5:0) | Islas Feroe | Puistolan liikuntapuisto, Helsinki, Finlandia |                        |
|                                 | - Callaghan 12' - Zoltie 17' - Clelland 20', 34', 49' - McSorley 39' - Thomson 64', 81' - Richards 78' | Reporte   |             | Árbitra: Ana Jovanović                        | Árbitra: Ana Jovanović |

| 17 de septiembre de 2011, 15:00 | Finlandia      | 1:0 (0:0) | Bielorrusia | Puistolan liikuntapuisto, Helsinki, Finlandia |                              |
|                                 | - Koivisto 75' | Reporte   |             | Árbitra: Mihaela Basimamović                  | Árbitra: Mihaela Basimamović |

| 19 de septiembre de 2011, 13:00 | Bielorrusia    | 1:4 (0:1) | Escocia                                        | Töölön Pallokenttä, Helsinki, Finlandia |                         |
|                                 | - Krasnova 63' | Reporte   | - 16' McSorley - 51', 73' (pen.), 79' Clelland | Árbitra: Linn Andersson                 | Árbitra: Linn Andersson |

| 19 de septiembre de 2011, 18:00 | Finlandia                       | 3:0 (2:0) | Islas Feroe | Töölön Pallokenttä, Helsinki, Finlandia |                        |
|                                 | - Engman 33', 80' - Norrena 42' | Reporte   |             | Árbitra: Ana Jovanović                  | Árbitra: Ana Jovanović |

| 22 de septiembre de 2011, 17:30 | Escocia      | 1:1 (1:0) | Finlandia      | Kaurialan kenttä, Hämeenlinna, Finlandia |                              |
|                                 | - Fulton 44' | Reporte   | - 75' Koivisto | Árbitra: Mihaela Basimamović             | Árbitra: Mihaela Basimamović |

| 22 de septiembre de 2011, 17:30 | Islas Feroe                         | 2:1 (2:1) | Bielorrusia   | Töölön Pallokenttä, Helsinki, Finlandia |                         |
|                                 | - Sevdal 34' (pen.) - Magnussen 45' | Reporte   | - 11' Kozyupa | Árbitra: Linn Andersson                 | Árbitra: Linn Andersson |

### Grupo 8
País anfitrión: Letonia
| Equipo      | Pts | PJ | PG | PE | PP | GF | GC | Dif |
| ----------- | --- | -- | -- | -- | -- | -- | -- | --- |
| Dinamarca   | 9   | 3  | 3  | 0  | 0  | 18 | 0  | 18  |
| Rusia       | 4   | 3  | 1  | 1  | 1  | 8  | 3  | 5   |
| Grecia      | 4   | 3  | 1  | 1  | 1  | 7  | 9  | -2  |
| Letonia (H) | 0   | 3  | 0  | 0  | 3  | 1  | 22 | -21 |

| 17 de septiembre de 2011, 12:00 | Rusia                                                                                               | 7:1 (2:1) | Letonia    | Jānis Skredelis' stadium, Torņakalns, Letonia       |                                                     |
|                                 | - Pantyukhina 6' - Sokolova 27' - Kiskonen 49', 80' - Blynskaya 57' - Veselukha 81' - Efimova 90+1' | Reporte   | - 12' Lūse | Asistencia: 120 espectadores Árbitra: Merta Tavares | Asistencia: 120 espectadores Árbitra: Merta Tavares |

| 17 de septiembre de 2011, 18:00 | Dinamarca                                                                                     | 8:0 (4:0) | Grecia | Jānis Skredelis' stadium, Torņakalns, Letonia            |                                                          |
|                                 | - Andersen 8', 39' - Jensen 36' - Nielsen 38' - Madsen 49' - Jans 60' - Gevitz 74' - Rask 77' | Reporte   |        | Asistencia: 100 espectadores Árbitra: Dilan Deniz Gökçek | Asistencia: 100 espectadores Árbitra: Dilan Deniz Gökçek |

| 19 de septiembre de 2011, 12:00 | Grecia       | 1:1 (1:1) | Rusia        | Jānis Skredelis' stadium, Torņakalns, Letonia        |                                                      |
|                                 | - Mitkou 33' | Reporte   | - 27' Orlova | Asistencia: 65 espectadores Árbitra: Nelli Stepanyan | Asistencia: 65 espectadores Árbitra: Nelli Stepanyan |

| 19 de septiembre de 2011, 18:00 | Dinamarca                                                                              | 9:0 (6:0) | Letonia | Jānis Skredelis' stadium, Torņakalns, Letonia       |                                                     |
|                                 | - Andersen 10', 21' - Rask 24' - Bovbjerg 36', 38', 55', 62' - Gevitz 44' - Madsen 70' | Reporte   |         | Asistencia: 120 espectadores Árbitra: Merta Tavares | Asistencia: 120 espectadores Árbitra: Merta Tavares |

| 22 de septiembre de 2011, 16:00 | Rusia | 0:1 (0:1) | Dinamarca    | Ogres stadions, Ogre, Letonia                           |                                                         |
|                                 |       | Reporte   | - 18' Gevitz | Asistencia: 50 espectadores Árbitra: Dilan Deniz Gökçek | Asistencia: 50 espectadores Árbitra: Dilan Deniz Gökçek |

| 22 de septiembre de 2011, 16:00 | Letonia | 0:6 (0:4) | Grecia                                                                      | Jānis Skredelis' stadium, Torņakalns, Letonia         |                                                       |
|                                 |         | Reporte   | - 9' Kydonaki - 11' Parmaxi - 30' Vardali - 35', 89' Kokoviadou - 79' Logou | Asistencia: 170 espectadores Árbitra: Nelli Stepanyan | Asistencia: 170 espectadores Árbitra: Nelli Stepanyan |

### Grupo 9
País anfitrión: Bélgica
| Equipo            | Pts | PJ | PG | PE | PP | GF | GC | Dif |
| ----------------- | --- | -- | -- | -- | -- | -- | -- | --- |
| Bélgica (H)       | 7   | 3  | 2  | 1  | 0  | 9  | 2  | 7   |
| Rumania           | 6   | 3  | 2  | 0  | 1  | 10 | 2  | 8   |
| Irlanda del Norte | 4   | 3  | 1  | 1  | 1  | 5  | 4  | 1   |
| Lituania          | 0   | 3  | 0  | 0  | 3  | 1  | 17 | -16 |

| 17 de septiembre de 2011, 16:00 | Bélgica    | 1:1 (0:0) | Irlanda del Norte | RVC Hoboken, Amberes, Bélgica |                              |
|                                 | - Muni 55' | Reporte   | - 87' Campbell    | Árbitra: Natalia Aleksakhina  | Árbitra: Natalia Aleksakhina |

| 17 de septiembre de 2011, 19:30 | Rumania                                                 | 7:0 (1:0) | Lituania | KFCO Wilrijk, Wilrijk, Bélgica |                         |
|                                 | - Lunca 5', 46', 50', 54', 60', 65' - Vătafu 89' (pen.) | Reporte   |          | Árbitra: Vivian Peeters        | Árbitra: Vivian Peeters |

| 19 de septiembre de 2011, 16:00 | Irlanda del Norte | 0:3 (0:1) | Rumania               | K. Kontich FC, Kontich, Bélgica |                        |
|                                 |                   | Reporte   | - 15', 62', 84' Lunca | Árbitra: Justyna Zajac          | Árbitra: Justyna Zajac |

| 19 de septiembre de 2011, 19:30 | Bélgica                                                         | 6:1 (4:1) | Lituania           | KFCO Wilrijk, Wilrijk, Bélgica |                         |
|                                 | - Muni 9', 21' - Charlier 41', 89' - Mignon 45+2' - De Neve 48' | Reporte   | - 19' Adamavičiūtė | Árbitra: Vivian Peeters        | Árbitra: Vivian Peeters |

| 22 de septiembre de 2011, 19:00 | Rumania | 0:2 (0:1) | Bélgica              | KFCO Wilrijk, Wilrijk, Bélgica |                              |
|                                 |         | Reporte   | - 23' Aga - 47' Muni | Árbitra: Natalia Aleksakhina   | Árbitra: Natalia Aleksakhina |

| 22 de septiembre de 2011, 19:00 | Lituania | 0:4 (0:2) | Irlanda del Norte                                  | K. Kontich FC, Kontich, Bélgica |                        |
|                                 |          | Reporte   | - 45' Nicholas - 45+2', 90+3' Graham - 51' Brennan | Árbitra: Justyna Zajac          | Árbitra: Justyna Zajac |

### Grupo 10
País anfitrión: Bosnia y Herzegovina
| Equipo                   | Pts | PJ | PG | PE | PP | GF | GC | Dif |
| ------------------------ | --- | -- | -- | -- | -- | -- | -- | --- |
| España                   | 9   | 3  | 3  | 0  | 0  | 20 | 0  | 20  |
| Suiza                    | 6   | 3  | 2  | 0  | 1  | 11 | 3  | 8   |
| Bosnia y Herzegovina (H) | 3   | 3  | 1  | 0  | 2  | 2  | 16 | -14 |
| Moldavia                 | 0   | 3  | 0  | 0  | 3  | 0  | 14 | -14 |

| 17 de septiembre de 2011, 15:00 | España                                                                                   | 9:0 (4:0) | Bosnia y Herzegovina | Estadio Grbavica, Sarajevo, Bosnia y Herzegovina |                             |
|                                 | - Calderón 14' - Sampedro 24', 56' - Pinel 38', 44' - Putellas 69' - Ortiz 54', 55', 83' | Reporte   |                      | Árbitra: Florence Guillemin                      | Árbitra: Florence Guillemin |

| 17 de septiembre de 2011, 15:00 | Suiza                                                     | 4:0 (3:0) | Moldavia | City Stadium SRC Slavija, Sarajevo, Bosnia y Herzegovina |                             |
|                                 | - Bernet 9' - Aigbogun 28' - Gensetter 41' - Brülhart 50' | Reporte   |          | Árbitra: Giovanna Farinelli                              | Árbitra: Giovanna Farinelli |

| 19 de septiembre de 2011, 15:00 | España                                                                           | 8:0 (1:0) | Moldavia | City Stadium SRC Slavija, Sarajevo, Bosnia y Herzegovina |                             |
|                                 | - Lázaro 39', 75' - Gili 48', 66', 78' - Pérez 51' - Sampedro 83' - García 90+1' | Reporte   |          | Árbitra: Giovanna Farinelli                              | Árbitra: Giovanna Farinelli |

| 19 de septiembre de 2011, 15:00 | Bosnia y Herzegovina | 0:7 (0:5) | Suiza                                                                                       | Estadio Grbavica, Sarajevo, Bosnia y Herzegovina |                     |
|                                 |                      | Reporte   | - 15' (pen.) Gerber - 29', 37', 85' Aigbogun - 34' Fässler - 43' (a.g.) Hadžić - 73' Herzog | Árbitra: Marte Sørø                              | Árbitra: Marte Sørø |

| 22 de septiembre de 2011, 15:00 | Suiza | 0:3 (0:1) | España                                     | Estadio Grbavica, Sarajevo, Bosnia y Herzegovina |                             |
|                                 |       | Reporte   | - 31' Andrés - 65' Sampedro - 66' Putellas | Árbitra: Florence Guillemin                      | Árbitra: Florence Guillemin |

| 22 de septiembre de 2011, 15:00 | Moldavia | 0:2 (0:1) | Bosnia y Herzegovina | City Stadium SRC Slavija, Sarajevo, Bosnia y Herzegovina |                     |
|                                 |          | Reporte   | - 35', 54' Kadrić    | Árbitra: Marte Sørø                                      | Árbitra: Marte Sørø |

### Ranking de los terceros puestos
El mejor tercer puesto de los 10 grupos pasará a la siguiente ronda junto a los 2 mejores de cada grupo. (Se contabilizan los resultados obtenidos en contra de los ganadores y los segundos clasificados de cada grupo). El mejor tercer puesto fue: Irlanda del Norte
| Grp | Equipo               | PJ | PG | PE | PP | GF | GC | DG  | Pts |
| --- | -------------------- | -- | -- | -- | -- | -- | -- | --- | --- |
| 9   | Irlanda del Norte    | 2  | 0  | 1  | 1  | 1  | 4  | –3  | 1   |
| 2   | Hungría              | 2  | 0  | 1  | 1  | 3  | 9  | –6  | 1   |
| 8   | Grecia               | 2  | 0  | 1  | 1  | 1  | 9  | –8  | 1   |
| 4   | Eslovenia            | 2  | 0  | 0  | 2  | 2  | 6  | –4  | 0   |
| 3   | Estonia              | 2  | 0  | 0  | 2  | 3  | 10 | –7  | 0   |
| 6   | Macedonia del Norte  | 2  | 0  | 0  | 2  | 1  | 9  | –8  | 0   |
| 5   | Ucrania              | 2  | 0  | 0  | 2  | 2  | 11 | –9  | 0   |
| 1   | Croacia              | 2  | 0  | 0  | 2  | 2  | 12 | –10 | 0   |
| 7   | Islas Feroe          | 2  | 0  | 0  | 2  | 0  | 12 | –12 | 0   |
| 10  | Bosnia y Herzegovina | 2  | 0  | 0  | 2  | 0  | 16 | –16 | 0   |

## Segunda Fase de Clasificación o Ronda Élite
Los dos primeros de cada grupo y la mejor tercera se unirán a Inglaterra, Francia y Alemania en esta segunda fase de clasificación. Consta de seis grupos.
Los ganadores de cada grupo avanzarán a la ronda final, junto al mejor segundo (Dinamarca).
El sorteo se realizó el 15 de noviembre de 2011 en Nyon, Suiza.

### Grupo 1
País anfitrión: Portugal
| Equipo          | Pts | PJ | PG | PE | PP | GF | GC | Dif |
| --------------- | --- | -- | -- | -- | -- | -- | -- | --- |
| Portugal (H)    | 6   | 3  | 2  | 0  | 1  | 7  | 5  | 2   |
| Noruega         | 6   | 3  | 2  | 0  | 1  | 7  | 5  | 2   |
| Bélgica         | 3   | 3  | 1  | 0  | 2  | 4  | 5  | -1  |
| República Checa | 3   | 3  | 1  | 0  | 2  | 5  | 8  | -3  |

| 31 de marzo de 2012, 16:00 | Noruega                                | 3:0 (3:0) | Bélgica | Complexo Desportivo, Tocha, Portugal |                      |
|                            | - Reiten 4' - Graham 16' - Søndenå 25' | Reporte   |         | Árbitra: Morag Pirie                 | Árbitra: Morag Pirie |

| 31 de marzo de 2012, 18:00 | República Checa                        | 3:2 (2:2) | Portugal                    | Estadio Sérgio Conceição, Coímbra, Portugal |                           |
|                            | - Bartoňová 6', 61' - Krejčiříková 28' | Reporte   | - 21' Gomes - 26' Rodrigues | Árbitra: Simona Ghisletta                   | Árbitra: Simona Ghisletta |

| 2 de abril de 2012, 16:00 | Bélgica                                            | 3:0 (1:0) | República Checa | Estádio Doutor Américo Couto, Mealhada, Portugal |                           |
|                           | - Van den Abbeele 45+1' - Schryvers 65' - Muni 70' | Reporte   |                 | Árbitra: Simona Ghisletta                        | Árbitra: Simona Ghisletta |

| 2 de abril de 2012, 18:00 | Noruega     | 1:3 (0:2) | Portugal                                    | Estadio Sérgio Conceição, Coímbra, Portugal |                             |
|                           | - Håvik 85' | Reporte   | - 14' Marques - 24' Gonçalves - 90+2' Silva | Árbitra: Dilan Deniz Gökçek                 | Árbitra: Dilan Deniz Gökçek |

| 5 de abril de 2012, 15:00 | República Checa                   | 2:3 (1:0) | Noruega                                   | Complexo Desportivo, Tocha, Portugal |                      |
|                           | - Krejčiříková 14' - Šturmová 89' | Reporte   | - 63' Graham - 79' Voltervik - 90+2' Thun | Árbitra: Morag Pirie                 | Árbitra: Morag Pirie |

| 5 de abril de 2012, 15:00 | Portugal                      | 2:1 (1:1) | Bélgica         | Estadio José Bento Pessoa, Figueira da Foz, Portugal |                             |
|                           | - Marques 21' - Rodrigues 89' | Reporte   | - 40' Van Loock | Árbitra: Dilan Deniz Gökçek                          | Árbitra: Dilan Deniz Gökçek |

### Grupo 2
País anfitrión: Suecia
| Equipo            | Pts | PJ | PG | PE | PP | GF | GC | Dif |
| ----------------- | --- | -- | -- | -- | -- | -- | -- | --- |
| Suecia (H)        | 9   | 3  | 3  | 0  | 0  | 7  | 1  | 6   |
| Alemania          | 6   | 3  | 2  | 0  | 1  | 4  | 1  | 3   |
| Irlanda del Norte | 3   | 3  | 1  | 0  | 2  | 3  | 5  | -2  |
| Polonia           | 0   | 3  | 0  | 0  | 3  | 1  | 8  | -7  |

| 31 de marzo de 2012, 16:00 | Suecia                                    | 3:0 (0:0) | Irlanda del Norte | Behrn Arena, Örebro, Suecia |                     |
|                            | - Rubensson 58' - Boström 80' - Rolfö 83' | Reporte   |                   | Árbitra: Amy Rayner         | Árbitra: Amy Rayner |

| 31 de marzo de 2012, 19:00 | Alemania                   | 2:0 (1:0) | Polonia | Estadio Tunavallen, Eskilstuna, Suecia |                            |
|                            | - Leiding 58' - Cramer 67' |           |         | Árbitra: Dimitrina Milkova             | Árbitra: Dimitrina Milkova |

| 2 de abril de 2012, 16:00 | Alemania                   | 2:0 (1:0) | Irlanda del Norte | Iver Arena, Västerås, Suecia |                       |
|                           | - Cramer 20' - Leupolz 65' | Reporte   |                   | Árbitra: Leen Martens        | Árbitra: Leen Martens |

| 2 de abril de 2012, 18:00 | Polonia             | 1:3 (1:1) | Suecia                    | Estadio Tunavallen, Eskilstuna, Suecia |                            |
|                           | - Knysak 26' (pen.) |           | - 30', 57', 79' Rubensson | Árbitra: Dimitrina Milkova             | Árbitra: Dimitrina Milkova |

| 5 de abril de 2012, 15:00 | Suecia           | 1:0 (1:0) | Alemania | Iver Arena, Västerås, Suecia |                     |
|                           | - Hammarlund 36' | Reporte   |          | Árbitra: Amy Rayner          | Árbitra: Amy Rayner |

| 5 de abril de 2012, 15:00 | Irlanda del Norte                    | 3:0 (1:0) | Polonia | Behrn Arena, Örebro, Suecia |                       |
|                           | - McGuinness 22', 47' - Lennon 90+1' | Reporte   |         | Árbitra: Leen Martens       | Árbitra: Leen Martens |

### Grupo 3
País anfitrión: Países Bajos
| Equipo           | Pts | PJ | PG | PE | PP | GF | GC | Dif |
| ---------------- | --- | -- | -- | -- | -- | -- | -- | --- |
| Rumania          | 7   | 3  | 2  | 1  | 0  | 4  | 1  | 3   |
| Francia          | 6   | 3  | 2  | 0  | 1  | 2  | 1  | 1   |
| Países Bajos (H) | 2   | 3  | 0  | 2  | 1  | 2  | 3  | -1  |
| Islandia         | 1   | 3  | 0  | 1  | 2  | 1  | 4  | -3  |

| 31 de marzo de 2012, 15:00 | Francia | 0:1 (0:0) | Rumania       | RKSV Nuenen, Nuenen, Países Bajos |                             |
|                            |         | Reporte   | - 81' Herczeg | Árbitra: Gordana Kuzmanović       | Árbitra: Gordana Kuzmanović |

| 31 de marzo de 2012, 17:00 | Islandia       | 1:1 (1:0) | Países Bajos   | Kozakken Boys, Werkendam, Países Bajos |                         |
|                            | - Pedersen 35' |           | - 78' Kuijpers | Árbitra: Linn Andersson                | Árbitra: Linn Andersson |

| 2 de abril de 2012, 17:00 | Rumania                   | 2:0 (1:0) | Islandia | Kozakken Boys, Werkendam, Países Bajos |                           |
|                           | - Herczeg 3' - Vătafu 75' | Reporte   |          | Árbitra: Monika Mularczyk              | Árbitra: Monika Mularczyk |

| 2 de abril de 2012, 19:00 | Francia      | 1:0 (0:0) | Países Bajos | RKSV Nuenen, Nuenen, Países Bajos |                         |
|                           | - Asseyi 82' | Reporte   |              | Árbitra: Linn Andersson           | Árbitra: Linn Andersson |

| 5 de abril de 2012, 15:00 | Islandia | 0:1 (0:1) | Francia    | Kozakken Boys, Werkendam, Países Bajos |                             |
|                           |          | Reporte   | - 8' Leroy | Árbitra: Gordana Kuzmanović            | Árbitra: Gordana Kuzmanović |

| 5 de abril de 2012, 15:00 | Países Bajos | 1:1 (0:1) | Rumania     | RKSV Nuenen, Nuenen, Países Bajos |                           |
|                           | - Becx 89'   | Reporte   | - 44' Lunca | Árbitra: Monika Mularczyk         | Árbitra: Monika Mularczyk |

### Grupo 4
País anfitrión: Serbia
| Equipo     | Pts | PJ | PG | PE | PP | GF | GC | Dif |
| ---------- | --- | -- | -- | -- | -- | -- | -- | --- |
| Serbia (H) | 9   | 3  | 3  | 0  | 0  | 7  | 2  | 5   |
| Dinamarca  | 6   | 3  | 2  | 0  | 1  | 7  | 4  | 3   |
| Suiza      | 3   | 3  | 1  | 0  | 2  | 2  | 4  | -2  |
| Irlanda    | 0   | 3  | 0  | 0  | 3  | 0  | 6  | -6  |

| 31 de marzo de 2012, 15:00 | Dinamarca                                  | 3:0 (1:0) | Suiza | Suvača Sportcenter, Pećinci, Serbia |                        |
|                            | - Andersen 28' (pen.), 55' - Schneider 79' | Reporte   |       | Árbitra: Elia Martínez              | Árbitra: Elia Martínez |

| 31 de marzo de 2012, 15:00 | Irlanda | 0:2 (0:0) | Serbia                           | Stadion Srem Jakovo, Jakovo, Serbia |                          |
|                            |         | Reporte   | - 75' Čanković - 90' Damnjanović | Árbitra: Zuzana Kováčová            | Árbitra: Zuzana Kováčová |

| 2 de abril de 2012, 15:00 | Dinamarca           | 2:4 (1:2) | Serbia                                             | Suvača Sportcenter, Pećinci, Serbia |                      |
|                           | - Andersen 41', 56' | Reporte   | - 14' Čubrilo - 22', 79' Damjanović - 59' Čanković | Árbitra: Sandra Braz                | Árbitra: Sandra Braz |

| 2 de abril de 2012, 15:00 | Suiza                       | 2:0 (1:0) | Irlanda | Stadion Srem Jakovo, Jakovo, Serbia |                          |
|                           | - Aigbogun 41' - Selimi 84' | Reporte   |         | Árbitra: Zuzana Kováčová            | Árbitra: Zuzana Kováčová |

| 5 de abril de 2012, 15:00 | Irlanda | 0:2 (0:0) | Dinamarca                    | Suvača Sportcenter, Pećinci, Serbia |                        |
|                           |         | Reporte   | - 56' Nielsen - 60' Andersen | Árbitra: Elia Martínez              | Árbitra: Elia Martínez |

| 5 de abril de 2012, 15:00 | Serbia           | 1:0 (0:0) | Suiza | Stadion Srem Jakovo, Jakovo, Serbia |                      |
|                           | - Damjanović 50' | Reporte   |       | Árbitra: Sandra Braz                | Árbitra: Sandra Braz |

### Grupo 5
País anfitrión: Rusia
| Equipo  | Pts | PJ | PG | PE | PP | GF | GC | Dif |
| ------- | --- | -- | -- | -- | -- | -- | -- | --- |
| España  | 9   | 3  | 3  | 0  | 0  | 11 | 2  | 9   |
| Italia  | 6   | 3  | 2  | 0  | 1  | 5  | 6  | -1  |
| Escocia | 3   | 3  | 1  | 0  | 2  | 5  | 7  | -2  |
| Rusia   | 0   | 3  | 0  | 0  | 3  | 0  | 6  | -6  |

| 31 de marzo de 2012, 10:00 | España                                        | 4:0 (2:0) | Italia | Sputnik-Sport, Sochi, Rusia |                       |
|                            | - Pinel 35', 40' - Calderón 51' - Ortiz 90+2' | Reporte   |        | Árbitra: Riem Hussein       | Árbitra: Riem Hussein |

| 31 de marzo de 2012, 14:30 | Escocia        | 1:0 (1:0) | Rusia | Sputnik-Sport, Sochi, Rusia |                          |
|                            | - Richards 21' | Reporte   |       | Árbitra: Lina Lehtovaara    | Árbitra: Lina Lehtovaara |

| 3 de abril de 2012, 10:00 | España                                                   | 4:0 (3:0) | Rusia | Sputnik-Sport, Sochi, Rusia |                        |
|                           | - Sampedro 24', 30' - Putellas 41' - Calderón 54' (pen.) | Reporte   |       | Árbitra: Betina Norman      | Árbitra: Betina Norman |

| 3 de abril de 2012, 14:30 | Italia                                    | 4:2 (3:1) | Escocia                     | Sputnik-Sport, Sochi, Rusia |                          |
|                           | - Alborghetti 18', 90' - Coppola 39', 43' | Reporte   | - 30' McSorley - 68' Emslie | Árbitra: Lina Lehtovaara    | Árbitra: Lina Lehtovaara |

| 5 de abril de 2012, 15:00 | Escocia                      | 2:3 (0:1) | España                                   | Centralnyi, Sochi, Rusia |                       |
|                           | - Craig 64' - Clelland 90+3' | Reporte   | - 28' García - 51' Putellas - 66' Lázaro | Árbitra: Riem Hussein    | Árbitra: Riem Hussein |

| 5 de abril de 2012, 15:00 | Rusia | 0:1 (0:0) | Italia                   | Sputnik-Sport, Sochi, Rusia |                        |
|                           |       | Reporte   | - 81' (pen.) Alborghetti | Árbitra: Betina Norman      | Árbitra: Betina Norman |

### Grupo 6
País anfitrión: Inglaterra
| Equipo         | Pts | PJ | PG | PE | PP | GF | GC | Dif |
| -------------- | --- | -- | -- | -- | -- | -- | -- | --- |
| Inglaterra (H) | 9   | 3  | 3  | 0  | 0  | 8  | 0  | 8   |
| Austria        | 3   | 3  | 1  | 0  | 2  | 2  | 3  | -1  |
| Finlandia      | 3   | 3  | 1  | 0  | 2  | 2  | 4  | -2  |
| Gales          | 3   | 3  | 1  | 0  | 2  | 3  | 8  | -5  |

| 31 de marzo de 2012, 15:00 | Austria | 0:2 (0:2) | Gales                  | Rapid Solicitors Stadium, North Ferriby, Inglaterra |                                 |
|                            |         | Reporte   | - 29' Price - 33' Ladd | Árbitra: Anastasia Pustovoytova                     | Árbitra: Anastasia Pustovoytova |

| 31 de marzo de 2012, 20:00 | Inglaterra   | 1:0 (0:0) | Finlandia | Glanford Park, Scunthorpe, Inglaterra |                           |
|                            | - Parris 63' | Reporte   |           | Árbitra: Knarik Grigoryan             | Árbitra: Knarik Grigoryan |

| 2 de abril de 2012, 15:00 | Finlandia | 0:2 (0:1) | Austria                       | Blundell Park, Cleethorpes, Inglaterra |                             |
|                           |           | Reporte   | - 43' Zadrazil - 55' Aschauer | Árbitra: Florence Guillemin            | Árbitra: Florence Guillemin |

| 2 de abril de 2012, 20:00 | Inglaterra                                              | 6:0 (3:0) | Gales | Sincil Bank, Lincoln, Inglaterra |                           |
|                           | - England 41', 74' - Parris 44', 47', 69' - McCue 45+2' | Reporte   |       | Árbitra: Knarik Grigoryan        | Árbitra: Knarik Grigoryan |

| 5 de abril de 2012, 15:00 | Austria | 0:1 (0:1) | Inglaterra   | Blundell Park, Cleethorpes, Inglaterra |                                 |
|                           |         | Reporte   | - 19' Carter | Árbitra: Anastasia Pustovoytova        | Árbitra: Anastasia Pustovoytova |

| 5 de abril de 2012, 15:00 | Gales       | 1:2 (0:0) | Finlandia                 | Glanford Park, Scunthorpe, Inglaterra |                             |
|                           | - Price 56' | Reporte   | - 62' Heroum - 90' Huusko | Árbitra: Florence Guillemin           | Árbitra: Florence Guillemin |

### Ranking de los segundos puestos
El mejor de los 6 mejores segundos lugares de los 6 grupos pasará a la siguiente ronda junto a los ganadores de cada grupo. (Se contabilizan los resultados obtenidos en contra de los campeones y subcampeones clasificados de cada grupo). Clasificó Dinamarca
| Grp | Equipo    | PJ | PG | PE | PP | GF | GC | DG | Pts |
| --- | --------- | -- | -- | -- | -- | -- | -- | -- | --- |
| 4   | Dinamarca | 2  | 1  | 0  | 1  | 5  | 4  | +1 | 3   |
| 1   | Noruega   | 2  | 1  | 0  | 1  | 4  | 3  | +1 | 3   |
| 2   | Alemania  | 2  | 1  | 0  | 1  | 2  | 1  | +1 | 3   |
| 6   | Austria   | 2  | 1  | 0  | 1  | 2  | 1  | +1 | 3   |
| 3   | Francia   | 2  | 1  | 0  | 1  | 1  | 1  | 0  | 3   |
| 5   | Italia    | 2  | 1  | 0  | 1  | 4  | 6  | –2 | 3   |

## Fase final
Las campeonas, la mejor segunda de los seis grupos anteriores junto a Dinamarca por ser mejor segunda y Turquía que será el país anfitrión acceden a la etapa Final. Las dos mejores de cada grupo acceden a semifinales. El sorteo se realizó el 24 de abril de 2012 en, Anatolia, Turquía.

### Grupo A
| Equipo    | Pts | PJ | PG | PE | PP | GF | GC | Dif |
| --------- | --- | -- | -- | -- | -- | -- | -- | --- |
| Dinamarca | 9   | 3  | 3  | 0  | 0  | 3  | 0  | 3   |
| Portugal  | 4   | 3  | 1  | 1  | 1  | 1  | 1  | 0   |
| Turquía   | 2   | 3  | 0  | 2  | 1  | 1  | 2  | -1  |
| Rumania   | 1   | 3  | 0  | 1  | 2  | 1  | 3  | -2  |

| 2 de julio de 2012, 21:30 | Dinamarca        | 1:0 (0:0) | Rumania | Titanic Stadium, Antalya, Turquía |                           |
|                           | - Bovbjerg 90+2' | Reporte   |         | Árbitra: Knarik Grigoryan         | Árbitra: Knarik Grigoryan |

| 2 de julio de 2012, 21:30 | Turquía | 0:0     | Portugal | Mardan Sports Complex, Antalya, Turquía |                                 |
|                           |         | Reporte |          | Árbitra: Anastasia Pustovoytova         | Árbitra: Anastasia Pustovoytova |

| 5 de julio de 2012, 21:30 | Turquía | 0:1 (0:0) | Dinamarca    | Mardan Sports Complex, Antalya, Turquía |                           |
|                           |         | Reporte   | - 50' Fisker | Árbitra: Simona Ghisletta               | Árbitra: Simona Ghisletta |

| 5 de julio de 2012, 21:30 | Portugal    | 1:0 (1:0) | Rumania | World of Wonders Football Centre, Antalya, Turquía |                          |
|                           | - Micas 43' | Reporte   |         | Árbitra: Zuzana Kováčová                           | Árbitra: Zuzana Kováčová |

| 8 de julio de 2012, 21:30 | Rumania     | 1:1 (0:0) | Turquía                 | Mardan Sports Complex, Antalya, Turquía |                       |
|                           | - Bâtea 51' | Reporte   | - 78' (a.g.) Corduneanu | Árbitra: Riem Hussein                   | Árbitra: Riem Hussein |

| 8 de julio de 2012, 21:30 | Portugal | 0:1 (0:0) | Dinamarca             | World of Wonders Football Centre, Antalya, Turquía |                             |
|                           |          | Reporte   | - 75' (pen.) Andersen | Árbitra: Stéphanie Frappart                        | Árbitra: Stéphanie Frappart |

### Grupo B
| Equipo     | Pts | PJ | PG | PE | PP | GF | GC | Dif |
| ---------- | --- | -- | -- | -- | -- | -- | -- | --- |
| España     | 7   | 3  | 2  | 1  | 0  | 7  | 0  | 7   |
| Suecia     | 7   | 3  | 2  | 1  | 0  | 6  | 1  | 5   |
| Inglaterra | 1   | 3  | 0  | 1  | 2  | 0  | 5  | -5  |
| Serbia     | 1   | 3  | 0  | 1  | 2  | 1  | 8  | -7  |

| 2 de julio de 2012, 19:30 | Inglaterra | 0:1 (0:1) | Suecia                 | Mardan Sports Complex, Antalya, Turquía |                           |
|                           |            | Reporte   | - 31' (pen.) Rubensson | Árbitra: Simona Ghisletta               | Árbitra: Simona Ghisletta |

| 2 de julio de 2012, 21:30 | España                                 | 3:0 (1:0) | Serbia | World of Wonders Football Centre, Antalya, Turquía |                          |
|                           | - Pinel 6' - Andrés 71' - Calderón 88' | Reporte   |        | Árbitra: Zuzana Kováčová                           | Árbitra: Zuzana Kováčová |

| 5 de julio de 2012, 21:30 | España                                              | 4:0 (3:0) | Inglaterra | Titanic Stadium, Antalya, Turquía |                             |
|                           | - Putellas 17' - Sampedro 29' - Torrecilla 45', 69' | Reporte   |            | Árbitra: Stéphanie Frappart       | Árbitra: Stéphanie Frappart |

| 5 de julio de 2012, 21:30 | Serbia     | 1:5 (0:2) | Suecia                                                                   | Mardan Sports Complex, Antalya, Turquía |                       |
|                           | - Ilić 65' | Reporte   | - 31', 62' Rubensson - 38' Hammarlund - 70' (a.g.) Đorđević - 90+3' Diaz | Árbitra: Riem Hussein                   | Árbitra: Riem Hussein |

| 8 de julio de 2012, 19:30 | Serbia | 0:0     | Inglaterra | Titanic Stadium, Antalya, Turquía |                                 |
|                           |        | Reporte |            | Árbitra: Anastasia Pustovoytova   | Árbitra: Anastasia Pustovoytova |

| 8 de julio de 2012, 19:30 | Suecia | 0:0     | España | Mardan Sports Complex, Antalya, Turquía |                           |
|                           |        | Reporte |        | Árbitra: Knarik Grigoryan               | Árbitra: Knarik Grigoryan |

### Segunda fase
|  | Semifinales           | Semifinales           |        |               | Final                 | Final                 |  |
|  | 11 de julio – Antalya | 11 de julio – Antalya |        |               | 14 de julio – Antalya | 14 de julio – Antalya |  |
|  |                       |                       |        |               |                       |                       |  |
|  |                       |                       |        |               |                       |                       |  |
|  | Dinamarca             | 1                     |        |               |                       |                       |  |
|  | Dinamarca             | 1                     |        |               |                       |                       |  |
|  | Suecia                | 3                     |        |               |                       |                       |  |
|  | Suecia                | 3                     |        | Suecia (t.s.) | 1                     |                       |  |
|  |                       |                       |        | Suecia (t.s.) | 1                     |                       |  |
|  |                       |                       | España | 0             |                       |                       |  |
|  | España                | 1                     | España | 0             |                       |                       |  |
|  | España                | 1                     |        |               |                       |                       |  |
|  | Portugal              | 0                     |        |               |                       |                       |  |
|  | Portugal              | 0                     |        |               |                       |                       |  |
|  |                       |                       |        |               |                       |                       |  |

### Semifinales
| 11 de julio de 2012, 21:00 | Dinamarca     | 1:3 (0:2) | Suecia                                    | World of Wonders Football Centre, Antalya, Turquía |                                 |
|                            | - Nielsen 61' | Reporte   | - 6', 23' Rubensson - 90' (a.g.) Pedersen | Árbitra: Anastasia Pustovoytova                    | Árbitra: Anastasia Pustovoytova |

| 11 de julio de 2012, 21:00 | España      | 1:0 (0:0) | Portugal | Mardan Sports Complex, Antalya, Turquía |                       |
|                            | - Pinel 87' | Reporte   |          | Árbitra: Riem Hussein                   | Árbitra: Riem Hussein |

### Final
| 14 de julio de 2012, 21:00 | Suecia      | 1:0 (0:0) (1:0 t. s.) | España | Mardan Sports Complex, Antalya, Turquía |                             |
|                            | - Diaz 108' | Reporte               |        | Árbitra: Stéphanie Frappart             | Árbitra: Stéphanie Frappart |